# Antonio Sorice
Pour les articles homonymes, voir Sorice.
Antonio Sorice (Nola, 3 novembre 1897 - Rome, 14 janvier 1971) était un général et homme politique italien, qui a été sous-secrétaire au ministère de la Guerre (février-juillet 1943) et ministre de la Guerre dans le gouvernement Badoglio I (25 juillet 1943-11 février 1944).

## Biographie
Il est né à Nola le 3 novembre 1897 et après avoir étudié à l'école militaire "Nunziatella" de Naples, il a fréquenté l'Académie royale militaire d'artillerie et de génie de Turin (Regia Accademia Militare di Artiglieria e Genio di Torino), qu'il a quittée avec le grade de sous-lieutenant (sottotenente) affecté à l'arme de l'artillerie le 30 mai 1915.
Il a combattu pendant la Première Guerre mondiale et a été fait prisonnier sur le Karst en 1917. Après la guerre, il termine ses études à Turin puis à l'école de guerre de l'armée à Civitavecchia, et sert ensuite dans les garnisons militaires de Gênes puis d'Ancône.
Au cours de l'année 1933, il est transféré à Rome pour servir au ministère de la Guerre, d'abord comme attaché au Secrétariat militaire, puis en avril 1936, avec le grade de colonel (colonnello), comme chef de cabinet adjoint du ministre (Mussolinipar interim).
En juin 1938, il est nommé conseiller d'État et promu général de brigade (generale di brigata). Il est mis en disponibilité pour continuer à exercer ses fonctions ministérielles, dont il est toutefois démis en juin 1941, au plus fort de la Seconde Guerre mondiale, après s'être exprimé publiquement sur les difficultés rencontrées au front par le Regio Esercito et sur la nécessité de trouver une solution pour se retirer du conflit.
En février 1943, il revient au ministère de la Guerre comme sous-secrétaire, appelé là par Mussolini pour ses indiscutables compétences organisationnelles et technico-militaires. Il a également été conseiller national de la Chambre des faisceaux et des corporations (Caméra dei Fasci e delle Corporazioni).

### La signature de l'armistice avec les Anglo-Américains
À la suite de la réunion du Grand Conseil du fascisme du 25 juillet 1943, qui voit l'approbation du programme de Grandi, il est nommé ministre de la Guerre dans le gouvernement Badoglio I. Une de ses premières mesures est le rétablissement du règlement de la discipline, qui ne permettait pas aux membres des forces armées d'exercer une quelconque activité politique.
Le 3 septembre, il participe à une réunion restreinte du gouvernement, qui se tient à Rome au Palazzo del Viminale, au cours de laquelle le maréchal d'Italie Pietro Badoglio l'informe que Victor Emmanuel III a décidé de signer l'armistice avec les Anglo-Américains et autorise le général Giuseppe Castellano à avoir les pleins pouvoirs sur ladite question.
Le 8 septembre à 17h30, Badoglio, "pâle et désemparé", assiste au Conseil privé présidé par le roi. Outre lui, sont présents le chef d'état-major, le général Vittorio Ambrosio, le chef du renseignement militaire, le général Giacomo Carboni, le sous-chef d'état-major, le général Giuseppe De Stefanis et Paolo Puntoni (aide de camp du roi) et le ministre des Affaires étrangères, Raffaele Guariglia, le ministre de la Marine Raffaele De Courten, le ministre de l'Air le général Renato Sandalli, le ministre de la maison royale le duc Pietro Acquarone et un jeune attaché d'Ambrosio, le major Luigi Marchesi, qui, ayant été avec Castellano à Alger, était le mieux informé sur les positions alliées. À cette occasion, le roi a annoncé officiellement aux personnes présentes que l'armistice avait été signé, et peu après, Badoglio l'a annoncé sur la radio EIAR (Ente Italiano per le Audizioni Radiofoniche).
Le lendemain, il orchestre avec le général Carboni une tentative de remplacer Badoglio à la tête du gouvernement par le maréchal italien Enrico Caviglia, qui avait été envoyé dans la capitale à cet effet. Après un bref contact téléphonique avec Victor Emmanuel III, le maréchal Caviglia décide d'assurer l'intérim en tant que chef du gouvernement et commandant des forces militaires pendant l'échec de la défense de Rome, afin de pouvoir négocier avec le maréchal Albert Kesselring le désarmement des troupes italiennes et la proclamation de Rome comme « ville ouverte ».
Lorsque la famille royale et l'exécutif fuient vers le sud le 9, le gouvernement prenant ses fonctions à Brindisi, il préfère rester à Rome, n'exerçant plus réellement sa fonction, Badoglio nommant un sous-secrétaire à la guerre, le général Taddeo Orlando, le 16 septembre. À Rome, il crée, avec le colonel Giuseppe Cordero Lanza di Montezemolo, le Front militaire clandestin (Fronte militare clandestino), au sein duquel opère un groupe appelé « organisation Sorice ». 

Le 11 février 1944, le chef du gouvernement révoque sa nomination au poste de ministre de la Guerre, car il ne peut rejoindre la ville de Salerne, alors siège du gouvernement, et il reste à Rome jusqu'à la libération en juin 1944.
Arrêté sur ordre du maréchal italien Giovanni Messe, il est soumis en septembre 1944 à une procédure d'épuration pour avoir « participé activement à la vie politique du fascisme », mais il est acquitté de cette accusation car il a été établi qu'il avait activement contribué à l'organisation de la Résistance partisane (Resistenza italiana). Il est ensuite réadmis au Conseil d'État et, en 1954, il est décoré de la médaille d'argent de la valeur militaire pour les événements de 1943-44.
En septembre 1966, il est mis à la retraite pour limite d'âge.
Il décède à Rome le 14 janvier 1971, et son corps a ensuite été transféré au cimetière monumental de Nola.

## Décorations

### Décorations italiennes
- Chevalier de l'ordre militaire de Savoie

- Officier de hautes vertus militaires, il a valablement collaboré, avec une foi ferme, un esprit d'abnégation et une activité intelligente, à l'organisation et à la mobilisation d'unités, de moyens et de services, pour des opérations qui ont abouti au triomphe de la Patrie..
- Décret royal n° 229 du 31 juillet 1939
- Médaille d'argent de la valeur militaire

- Il a construit, renforcé et animé les premiers noyaux de résistance à l'intérieur et à l'extérieur de la ville assiégée. Invité par le gouvernement à se rendre dans le territoire libéré, alors que la terreur faisait rage, il a décliné l'invitation et rejeté le véhicule de sécurité envoyé pour le mettre en sécurité. Modeste et serein, il est resté à son poste de combat dans une tentative désespérée de contenir et d'opprimer l'oppresseur. Poursuivi avec acharnement, il a échappé à de nombreuses embuscades et a continué, sans se décourager, à saper de manière experte et efficace le potentiel de guerre de l'envahisseur. Insouciant des risques continuels auxquels il s'exposait, son seul souci était que, dans le tourment de l'occupation et le tourment des passions qui surgissaient, sa foi dans les idéaux suprêmes de la patrie ne faiblisse pas. Rome, 9 septembre 1943 - 5 juin 1944.
- Croix du Mérite de la guerre
- Grand officier de l'ordre de la Couronne d'Italie - arrêté royal du 4 février 1937[11].
- Grand cordon de l'ordre de la Couronne d'Italie
- Commandeur de l'ordre des Saints-Maurice-et-Lazare
- Chevalier de l'ordre colonial de l'Étoile d'Italie
- Médaille commémorative de la guerre italo-autrichienne 1915-1918 (3 années de campagne)
- Médaille commémorative de l'Unité italienne
- Médaille italienne de la Victoire interalliée
- Croix d'or militaire pour le service
- Avancement par le mérite de guerre

- Un officier aux dons exceptionnels d'esprit et de caractère. Grâce à son intelligence et à son activité inlassable, il a rendu d'éminents services, faisant ressortir la force et la profondeur de sa formation professionnelle dans des missions et des moments particulièrement difficiles et délicats. Arrêté royal du 20 janvier 1936

### Décorations étrangères
- Grand officier de l'ordre de Skanderbeg (royaume d'Albanie)
- Chevalier de première classe de l'ordre de l'Aigle allemand (Allemagne)